# Барбара Ягелонка
Барбара Ягелонка (на немски: Barbara von Polen; * 15 юли 1478, Сандомеж; † 15 февруари 1534, Лайпциг) е полска принцеса от род Ягелони и чрез женитба херцогиня на Саксония (1500 – 1534).

## Живот
Дъщеря е на полския крал Кажимеж IV Ягелончик (1427 – 1492) и съпругата му Елизабет фон Хабсбург (1437 – 1505), дъщеря на римско-немския крал Албрехт II от династията Хабсбурги.
Барбара се омъжва на 21 ноември 1496 г. в Лайпциг за херцог Георг Брадати от Саксония (1471 – 1539) от род Албертини. На сватбата присъстват 6286 немски и полски благородници.
След нейната смърт Георг от траур си пуска брада и затова получава допълнителното си име „Брадатия“.
Барбара е погребана в катедралата на Майсен в постороената през 1521 – 1524 г. от нейния съпруг гробна капела.

## Деца
Барбара и Георг имат децата:
- Христоф (*/† 1497)
- Йохан (1498 – 1537)
- Волфганг (1499 – 1500)
- Анна (*/† 1500)
- Христоф (*/† 1501)
- Агнес (*/† 1503)
- Фридрих (1504 – 1539)
- Кристина (1505 – 1549)

∞ 1523 ландграф Филип I от Хесен (1504 – 1567)
- Магдалена (1507 – 1534)

∞ 1524 курфюрст Йоахим II от Бранденбург (1505 – 1571)
- Маргарета (1508 – 1510)